# Degradación forestal

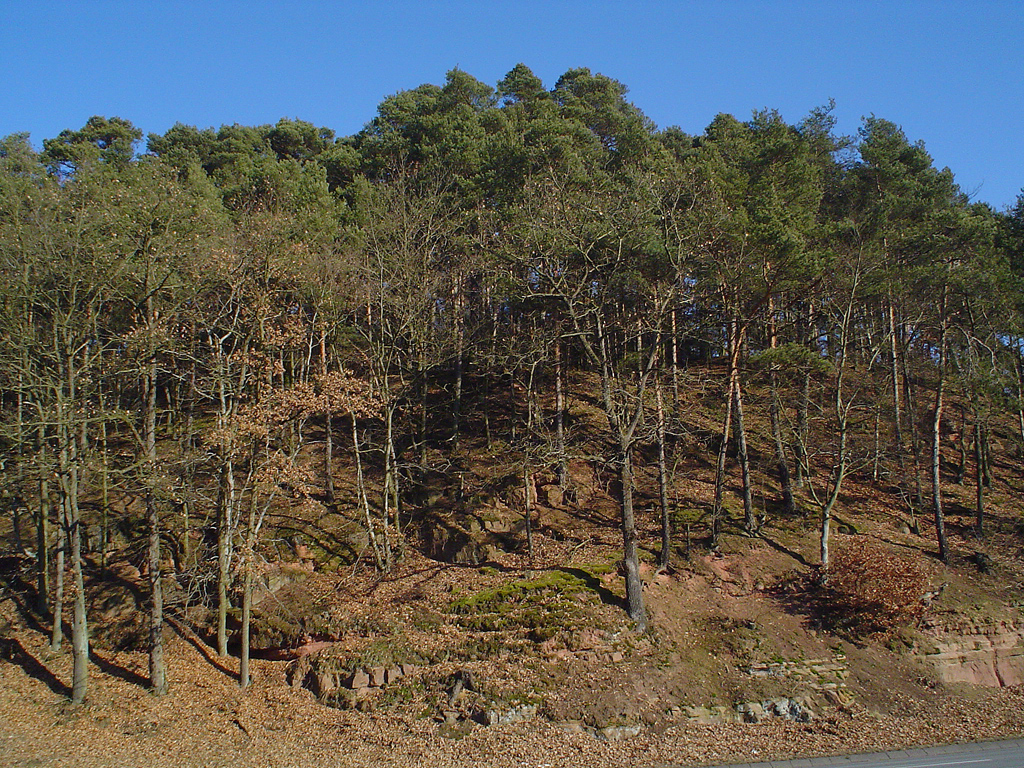
Bosque degradado en Lahnberge, Alemania: el terreno está siendo lavado debido a la carencia de cubierta vegetal, algunos árboles se están desenraizando y parecen encontrarse enfermos (foto de Andreas Trepte).

Al igual que la degradación del suelo, la degradación forestal es un proceso en el que la riqueza biológica de una área forestal se ve permanentemente disminuida por algún factor o por una combinación de factores. «Esto no implica una reducción del área de bosque, sino una disminución de su calidad». El bosque continúa ahí, pero con menor número de árboles, o menos especies de árboles, plantas o animales o algunos de ellos afectados por plagas. Esta degradación hace al bosque menos valioso y puede llevar a la deforestación. Hay muchas causas para esta degradación, aunque también existen numerosos remedios. 

## Interpretaciones del término
La deforestación es mucho peor que la degradación forestal, pero es clara y visible. En cambio la degradación puede empezar y continuar sin mostrar efectos claros. Es difícil de medir e incluso el propio término es polémico. En un artículo de 2003 para el XII Congreso Silvícola Mundial, Jean-Paul Lanly afirma:  «La situación es todavía menos satisfactoria en lo que respecta a la degradación forestal, debido, en particular, a la imprecisión del término y sus múltiples interpretaciones, a menudo subjetivas». En 2009 Lund identificó más de 50 definiciones de degradación forestal.
Antes de la edición en agosto de 2017 de la página de la Wikipedia inglesa Forest degradation (de la que esta página en español es traducción), estaba redirigida a Secondary forest,  un bosque que vuelve a crecer tras haber sido talado para cosechar su madera. Esto es una confusión: un bosque secundario puede estar perfectamente sano, y un bosque primario puede padecer degradación. 
La palabra "permanentemente" también plantea algunas dificultades: un bosque afectado por una sequía estacional suave puede experimentar una pérdida de su riqueza biológica, pero si revierte estacionalmente, entonces no se considera degradación. Por el contrario, una fuerte y prolongada sequía puede degradar seriamente un bosque y hacer aconsejable la intervención humana para limitar los daños.

## Dificultades para valorar la degradación
Según Lanly, hay 3 dificultades:
- Las elecciones diferentes del estado inicial de referencia o línea base;
- Los criterios escogidos: salud, biodiversidad, capacidad de producción; y
- La opinión sobre las perspectivas de evolución: ¿el resultado final del proceso es deseable o indeseable?

Para trazar un mapa de la degradación forestal en Bolivia, Müller y otros autores consideran áreas donde solo queda entre el 30 % y el 70 % de la cobertura arbórea original. Si queda menos del 30 %, el área se considera deforestada, y si queda más del 70 %, el bosque se considera intacto.
Davidar y otros también creen que «La pérdida de cobertura arbórea densa y moderadamente densa sugiere degradación forestal». Pero de momento no existe ningún parámetro «que indique a qué  velocidad se degradan los bosques y cuánto tiempo llevará al ecosistema degradarse más allá del límite de la posible recuperación».

## Causas

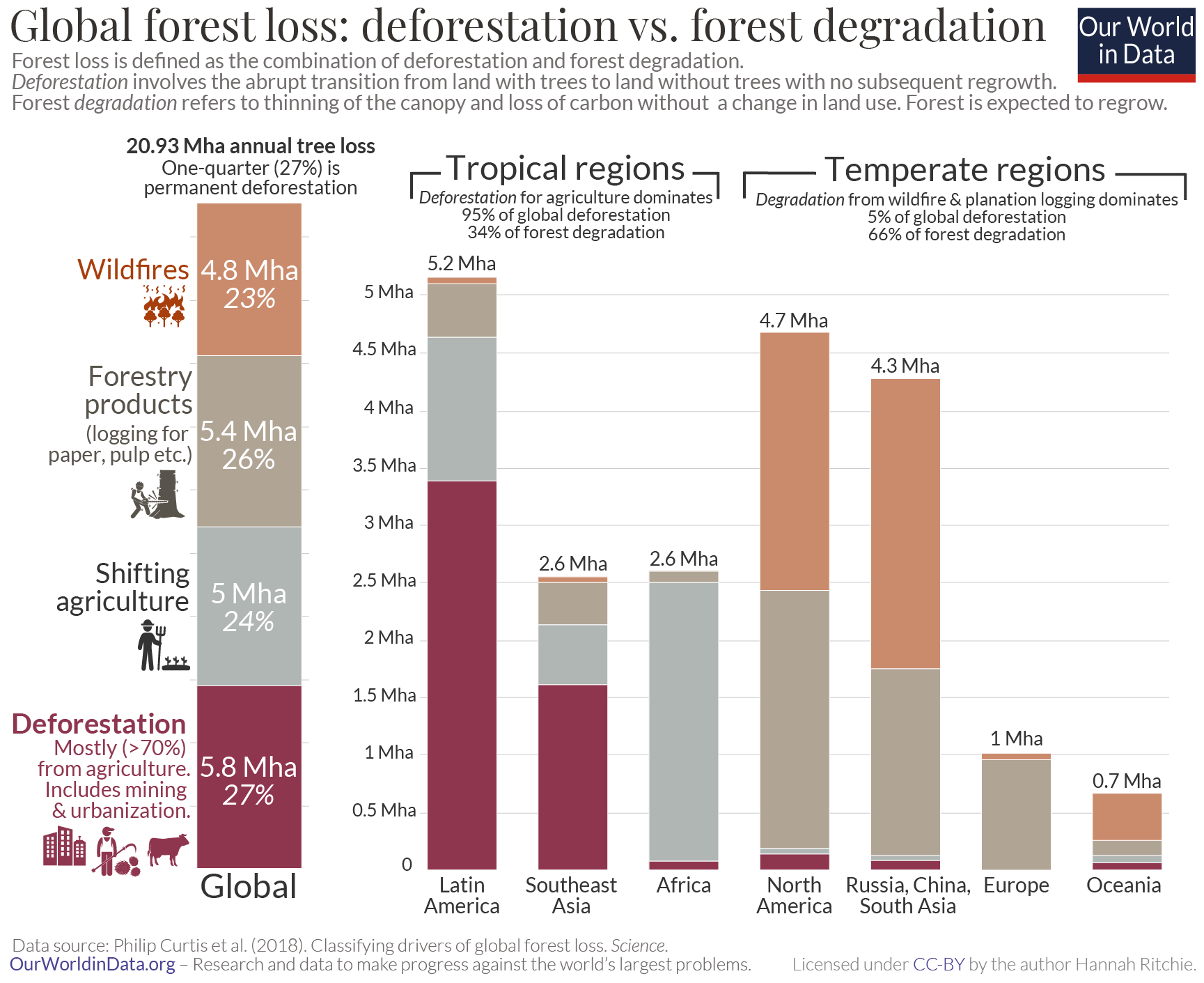
Pérdida mundial de bosques: deforestación vs degradación forestal

El Centro Dominicano para el Desarrollo Agrícola y Forestal enumera las causas siguientes de degradación forestal:
- Extracción excesiva de productos forestales como leña, carbón vegetal o resina.
- Construcción de carreteras: tras construirse, la carretera favorece la erosión.
- Minería a cielo abierto: por supuesto el área donde la extracción tiene lugar queda completamente deforestada, pero además la zona circundante padece una degradación de su fauna y flora.
- Expansión de cascos urbanos.

Davidar añade otro:
- Ramoneo del ganado: las cabras o las ovejas se comen los árboles jóvenes que brotan del suelo, retrasando así la regeneración natural del bosque.

Earth Eclipse, una plataforma de artículos de investigación ambiental, añade las causas siguientes:
- Lluvia ácida
- Plagas y enfermedades
- Contaminación del aire. La degradación por esta causa se llama específicamente Waldsterben (palabra alemana) o muerte del bosque.[6]
- Fragmentación del bosque: un bosque grande se disgrega en bosquecillos más pequeños, destruyendo así el hábitat de los grandes animales.
- Contaminación del suelo
- Erosión del suelo (ver imagen superior) y sedimentación

Chakravarty señala otra causa:
- Turismo excesivo o irrespetuoso

La reducción de la esperanza de vida forestal (el tiempo medio que viven los árboles) puede considerarse otra dimensión de la degradación forestal. Se atribuye aː
- Aumento de las temperaturas por el calentamiento mundial[7]

## Remedios para la degradación forestal
Generalmente, cualquier medida para impedir la deforestación también reducirá la degradación del bosque. Greenpeace propone específicamente contra la degradación:
- Conseguir una industria de productos forestales responsable
- Gestión forestal sostenible

Reducir las misiones de dióxido de azufre (para combatir la lluvia ácida) también dismininuiría la degradación forestal por esta causa. Si una central eléctrica de carbón utiliza combustible de baja calidad (con alto contenido de azufre), esto puede ser aliviado por aparatos de desulfuración en sus chimeneas.

## Por qué es importante evitar la degradación
- Un bosque degradado es menos productivo (da menos madera, o de peor calidad, o menos frutos, o menos setas), lo que supone un empobrecimiento directo de los habitantes de la zona y del país donde se asienta el bosque.
- No es necesario degradar un bosque para aprovecharlo económicamente: la gestión forestal sostenible permite extraer altos rendimientos económicos del bosque sin perjudicarlo en ningún aspecto.
- El bosque degradado es más propenso a incendios[9] (que pueden destruir poblaciones circundantes) y plagas.
- Pierde biodiversidad. Y cuanta menor biodiversidad, menor es la posibilidad de encontrar plantas o animales que puedan curar enfermedades o plagas.
- Fija menos dióxido de carbono: si por ejemplo un bosque degradado ha perdido el 50 % de su cobertura arbórea, fijará la mitad del CO2 que podría fijar. El resto se liberará a la atmósfera, empeorando el calentamiento global. En cambio, si se revierte la degradación, es posible acrecentar la fijación de CO2 sin aumentar las áreas de bosque.
- Revertir la degradación de un bosque sale más barato y da mejor resultado[10] que esperar a que se deforeste totalmente y replantarlo.

## Iniciativas contra la degradación forestal
- Reducción de las emisiones de la deforestación y la degradación forestal (REDD+): es un planteamiento voluntario para mitigar el calentamiento mundial disminuyendo la deforestación y la degradación forestal. Este mecanismo forma parte de la Convención Marco de las Naciones Unidas sobre el Cambio Climático (UNFCCC) desde 2005.
- El Programa de las Naciones Unidas para la Reducción de Emisiones causadas por la Deforestación y la Degradación Forestal (Programa ONU-REDD) es un programa colaborativo creado en 2008 por la Organización de las Naciones Unidas para la Alimentación y la Agricultura (FAO por sus siglas en inglés), el Programa de las Naciones Unidas para el Desarrollo (UNDP por sus siglas en inglés) y el Programa de las Naciones Unidas para el Medio Ambiente (PNUMA por sus siglas en español, que también se utilizan mucho, y UNEP por sus siglas en inglés). No debe confundirse con REDD+. El Programa ONU-REDD respalda a sus países socios (más de 60) a través de financiación directa y apoyo técnico a programas REDD+ nacionales, y de refuerzo de sus capacidades técnicas.[11]